# Furpach
Furpach (ⓘ), bis 1975 Haus Furpach (ⓘ), ist ein südöstlich der Innenstadt gelegener Stadtteil von Neunkirchen (Saar), der ähnlich wie die benachbarten Stadtteile Kohlhof und Ludwigsthal heute Wohnzwecken dient.

## Lage
Furpach ist zehn Autominuten von der Innenstadt von Neunkirchen entfernt. Eine direkte Verkehrsanbindung besteht außerdem zur Bundesautobahn 8, die nordöstlich des Stadtteils verläuft. Furpach ist auf allen Seiten von Wäldern umgeben. Der Stadtteil ist sowohl „als Naherholungsgebiet bekannt“ als auch für Pendler interessant.

## Geschichte
Siedlungsspuren lassen sich bis zur Zeit der Kelten und der späteren römischen Besiedlung nachweisen. Man fand unter anderem ein Steinbild der Epona, römische Münzen, Gräber, Brunnen sowie Hinweise auf Altstraßen. Vermutlich handelte es sich in der römischen Zeit um eine Pferdewechselstation auf der Strecke zwischen Trier und Straßburg.
Die schriftliche Überlieferung setzt im 13. Jahrhundert ein. Die erste urkundliche Erwähnung erfolgte im Jahr 1234 als „Furtbach“, das Dorf entstand jedoch früher, etwa 1000, als Bauern den Wald rodeten und das Dorf errichteten. Der Name ist eine Komposition aus Furt und Bach. 1351 hatte das Dorf eine eigene Kirche und Pfarrei. In den Steuerlisten wurde es wie Bexbach geführt. Ab 1420 geht das Dorf zurück, waren es 1330 noch 16 Bauern lebten 1500 noch derer vier in dem Dorf. Dies vollzog sich ohne äußere Einflüsse und lag an der allmählichen Verarmung auf Grund des müde gewordenen Bodens.
Nach mehreren Besitzwechseln gelangte 1527 der zuletzt noch bestehende Forbacherhof unter die Herrschaft der Grafen von Nassau-Saarbrücken. Der im Dreißigjährigen Krieg verwüstete und 1665 wieder neu angelegte Hof kam nach 1806 in den Besitz der Saarbrücker Kaufmanns- und Fabrikantenfamilie Karcher. Von Fehllieferungen in die lothringische Stadt Forbach geplagt, benannte der letzte private Besitzer Rittmeister a. D. Paul Karcher sein Hofgut „Forbacher Hof“ 1899 in „Haus Furpach“ um; die Schreibweise „Furpach“ griff die historische Orthographie des 16. Jahrhunderts auf. 1904 erwarb die Gemeinde Neunkirchen das Hofgut für 250.000 Mark. Im Jahre 1922 schlossen sich die Gemeinden Neunkirchen, Kohlhof mit der Annexe Haus Furpach, Niederneunkirchen und Wellesweiler zur neuen Stadt Neunkirchen zusammen.
Ab 1936 entstand auf dem zum Hofgut gehörenden Gelände in mehreren Bauabschnitten eine Wohnsiedlung unter dem Namen Haus Furpach, die insbesondere für Arbeiter der Neunkircher Hütte gedacht war. Drei Bauabschnitte mit etwa 600 Wohnungen sollten ursprünglich verwirklicht werden, doch konnten bis zum Ausbruch des Zweiten Weltkriegs nur zwei verwirklicht werden. Bauträger war die Saarpfälzische Heimstätte GmbH. 1936 entstanden 80 Volkswohnungen, 88 Siedlerstellen und 60 Eigenheime. Der zweite Bauabschnitt wurde 1937 verwirklicht und umfasste 42 Wohnungen, 66 Stellen und 20 Eigenheime. Nachdem zunächst die Schule auf dem Kohlhof mitgenutzt und dann eine Schulbaracke errichtet worden war, entstand 1950 ein eigenes Schulhaus. 1952 entstand eine katholische Kirche St. Josef. 1957 wurde das Martin-Luther-Haus als Zentrum der evangelischen Religionsgemeinschaft eingeweiht.
Von 1952 bis 1956 entstanden 93 Doppelhäuser und 25 Einfamilienhäuser. Anschließend begann der dritte Bauabschnitt. Von 1962 bis 1964 wurde ein weiterer Bauabschnitt errichtet und bis 1965 kam ein fünfter Bauabschnitt hinzu. 1962 betrug die Einwohnerzahl 3803 Menschen.
Das Hofgut, das noch bis 1963 landwirtschaftlich genutzt wurde und danach langsam zerfiel, wurde 1975 modernisiert und beherbergt heute ein Hotel, einen Gemeindesaal, ein Restaurant und Eigentumswohnungen. Der Name des Stadtteils wurde durch Stadtratsbeschluss am 21. Mai 1975 in „Furpach“ geändert.

## Bevölkerungsentwicklung
| Jahr      | 1951  | 1977  | 1988  | 2000  | 2015  |
| --------- | ----- | ----- | ----- | ----- | ----- |
| Einwohner | 2.091 | 5.328 | 4.804 | 4.551 | 3.979 |

## Politik
Der Ortsrat in den Stadtteilen Furpach, Kohlhof und Ludwigsthal (Fu-Ko-Lu) setzt sich nach den Kommunalwahlen im Saarland 2024 wie folgt zusammen:
|        | Wahl 2024 | Wahl 2024 | Wahl 2019 | Wahl 2019 |
| Partei | Anteil    | Sitze     | Anteil    | Sitze     |
| ------ | --------- | --------- | --------- | --------- |
| CDU    | 35,0 %    | 5         | 31,8 %    | 4         |
| SPD    | 34,6 %    | 5         | 35,8 %    | 5         |
| AfD    | 19,2 %    | 2         | 7,5 %     | 1         |
| Grüne  | 7,2 %     | 1         | 15,0 %    | 2         |
| FDP    | 4,1 %     | -         | 9,9 %     | 1         |

## Sehenswürdigkeiten

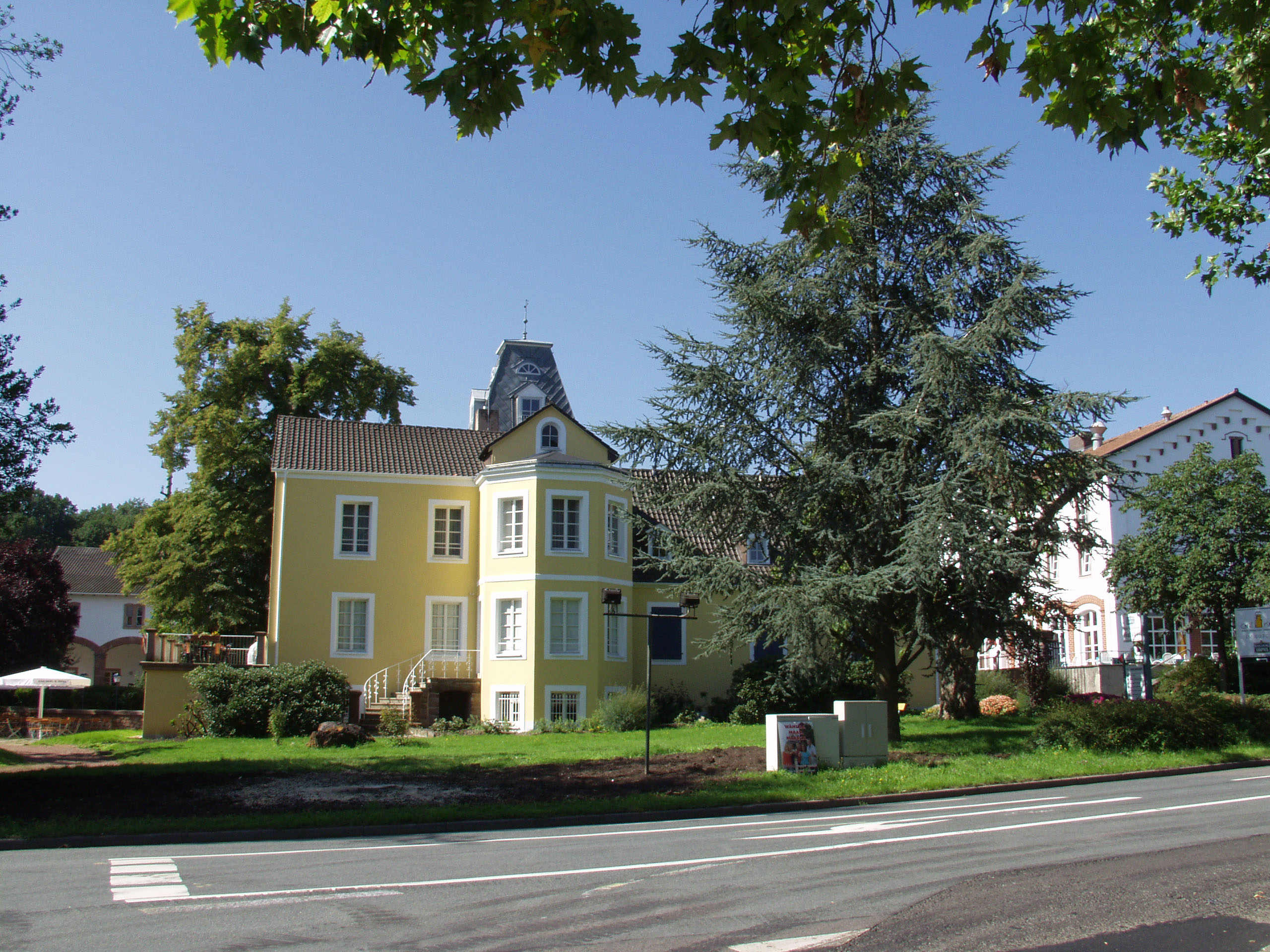
Hofgut in Furpach

Insbesondere der im Lauf des Erlenbrunnenbachs aufgestaute Furpacher Weiher mit dem umgebenden Park und der historische Gutshof sind in der Stadt als Ausflugsziele bekannt. Seit 1971 befand sich dort ein Waldlehrpfad, der mit Schautafeln Fauna und Flora erläuterte, mittlerweile jedoch nicht mehr unterhalten wird.
In Furpach befindet sich ebenfalls das Robinsondorf zur Stadtranderholung für Kinder und Jugendliche. Südlich des Ortes liegt der Zentralfriedhof der Stadt Neunkirchen und am Übergang zwischen Furpach und Kohlhof (die beiden Siedlungen haben eine gemeinsame Gemarkung) der 1968 als Fischweiher wieder aufgestaute Biehlersweiher. Im Waldgebiet zwischen Furpach, Ludwigsthal, Wellesweiler und Neunkirchen wurde 1998 das Naturschutzgebiet Kasbruch eingerichtet. An der Straße von Furpach nach Neunkirchen besteht das historische „Forsthaus Landerthal“ und unweit davon seit 2009 das Kombibad „Die Lakai“ auf dem Gelände der ehemaligen Lakaienschäferei.